# Firuz Mustafa
Firuz Mustafa (en azerí: Firuz Mustafa) es un escritor, dramaturgo y filósofo azerbaiyano, Artista Honorario de la República de Azerbaiyán (2019).

## Biografía
Nacido el 18 de febrero de 1952 en el pueblo de Isali, región de Gadabay, en la República de Azerbaiyán, en una familia de docentes. (Sin embargo, algunos documentos indican que nació en junio o julio). En 1975 se graduó de la Facultad de Filología de la Universidad Estatal Pedagógica de Azerbaiyán. Enseñó en escuelas del distrito de Saatli durante dos años. Sirvió en el ejército.
Firuz Mustafa se graduó de la escuela de posgrado y defendió sus disertaciones de candidato y doctorado en filosofía. Durante muchos años enseñó filosofía, literatura mundial y estudios culturales a estudiantes de licenciatura, posgrado y doctorado. Trabajó como editor jefe de los periódicos “Medeniyet” (“Cultura”), “Maarifchi” (“Iluminador”), la revista “Teatro” y presentó programas de televisión populares como “Ilgym” (“Espejismo”) y “Idrak” (“Cognición”). 
Es el jefe del sector de dramaturgia de la Unión de Escritores de Azerbaiyán.

## Obra
Firuz Mustafa es autor de más de cien libros de ficción y científicos. Su trabajo científico está relacionado con el estudio de la globalización y cuestiones culturales. El primer libro de Firuz Mustafa (“El Bosque de Espinas. Cuentos”) fue publicado en 1985.
Sus obras han sido traducidas a muchos idiomas. Decenas de sus obras de teatro han sido representadas en muchos teatros de todo el mundo. Las novelas “La Puerta”, “Flor del Paraíso” y “Caravana del Mar” han sido traducidas a muchos idiomas.

## Premios
Firuz Mustafa es laureado de los premios Jabbarli y Humay.

## Familia
Esposa - Hadzhar Huseynova (1960), docente; hija - Guntekin Mustafaeva (1987), psicóloga; hijo - Agshin Mustafa (1990), programador.